# Karl-Johan Gustavsson
Karl-Johan Gustavsson (ur. 5 maja 1958 w Lidköping) – szwedzki zapaśnik walczący w obu stylach. Olimpijczyk z Los Angeles 1984, gdzie zajął siódme miejsce w kategorii 100 kg w stylu klasycznym i odpadł w eliminacjach w stylu wolnym.
Szósty na mistrzostwach Europy w 1984. Zdobył dwa medale na mistrzostwach nordyckich w latach 1983 – 1985.